# Список глав государств в 138 году до н. э.
| 139 до н. э. ← Список глав государств по годам → 137 до н. э. |

## Азия
- Анурадхапура — Дутугамуну, царь (161 до н. э. — 137 до н. э.)
- Армения Великая — Артавазд I, царь (160 до н. э. — 115 до н. э.)
- Вифиния — Никомед II, царь (149 до н. э. — 127 до н. э.)
- Греко-Бактрийское царство — Гелиокл I, царь  (145 до н. э. — 130 до н. э.)
- Иберия — Мириан I, царь  (159 до н. э. — 109 до н. э.)
- Индо-греческое царство — Менандр I, царь  (165 до н. э. — 130 до н. э.)
- Иудея — Симон Хасмоней, этнарх  (142 до н. э. — 135 до н. э./134 до н. э.)
- Каппадокия — Ариарат V Евсеб Филопатор, царь (163 до н. э. — 130 до н. э.)
- Китай (Династия Хань) — У-ди (Лю Чэ), император  (141 до н. э. — 87 до н. э.)
- Коммагена — Птолемей,  царь (163 до н. э. — 130 до н. э.)
- Корея:
  - Махан — Маён, вождь (144 до н. э. — 113 до н. э.)
  - Пуё — Кохэса, тхандже (170 до н. э. — 121 до н. э.)
- Намвьет — Чьеу Ву-де, император (207 до н. э. — 137 до н. э.)
- Парфия — Митридат I, царь (171 до н. э. — 132 до н. э.)
- Пергамское царство:
  - Аттал II, царь (159 до н. э. — 138 до н. э.)
  - Аттал III, царь (138 до н. э. — 133 до н. э.)
- Понтийское царство — Митридат V Эвергет, царь (150 до н. э. — 120 до н. э.)
- Сабейское царство — Ярим Эймин, царь (145 до н. э. — 115 до н. э.)
- Сатавахана — Скандастабхи, махараджа (152 до н. э. — 134 до н. э.)
- Селевкидов государство (Сирия) — 
  - Деметрий II Никатор, царь (145 до н. э. — 138 до н. э., 129 до н. э. — 126 до н. э.)
  - Диодот Трифон, царь (142 до н. э. — 138 до н. э.)
  - Антиох VII Эвергет, царь (138 до н. э. — 129 до н. э.)
- Хунну — Цзюньчэнь, шаньюй (161 до н. э. — 126 до н. э.)
- Шунга — Васуджтьештха, император (141 до н. э. — 131 до н. э.)
- Элимаида:
  - Окконапсй,  царь (139 до н. э./138 до н. э.)
  - Тиграй,  царь (138 до н. э./137 до н. э. — 133 до н. э./132 до н. э.)
- Япония — Кайка, тэнно (император) (158 до н. э. — 98 до н. э.)

## Африка
- Египет — Птолемей VIII Эвергет, царь (144 до н. э. — 116 до н. э.)
- Нумидия — Миципса, царь (148 до н. э. — 118 до н. э.)

## Европа
- Боспорское царство — Перисад V, царь (ок. 150 до н. э. — 125 до н. э.)
- Ирландия — Эоху Фейдлех, верховный король (143 до н. э. — 131 до н. э.)[1]
- Одрисское царство (Фракия) — Бифис, царь (167 до н. э. — 120 до н. э.)
- Римская республика:
  - Публий Корнелий Сципион Назика Серапион, консул (138 до н. э.)
  - Децим Юний Брут Каллаик, консул (138 до н. э.)

## Галерея

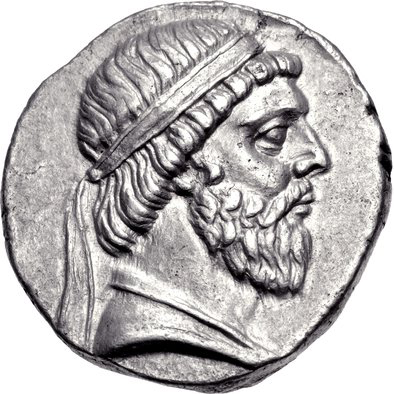
Митридат I 171 до н.э.—132 до н.э. Царь Парфии
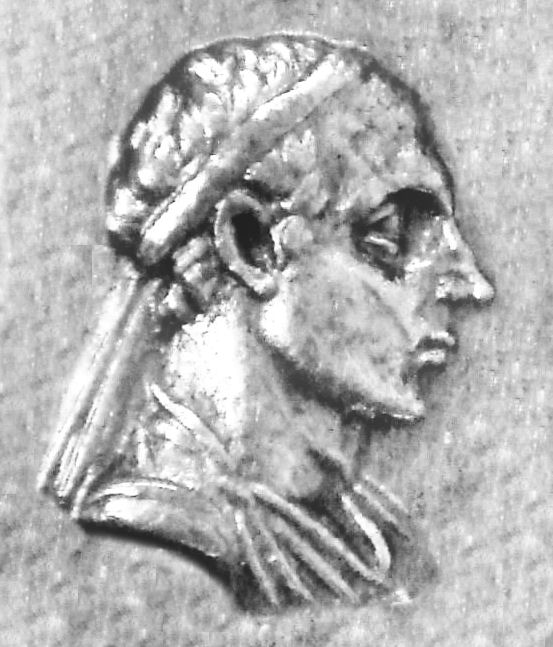
Менандр I 165 до н.э.—130 до н.э. Индо-греческий царь
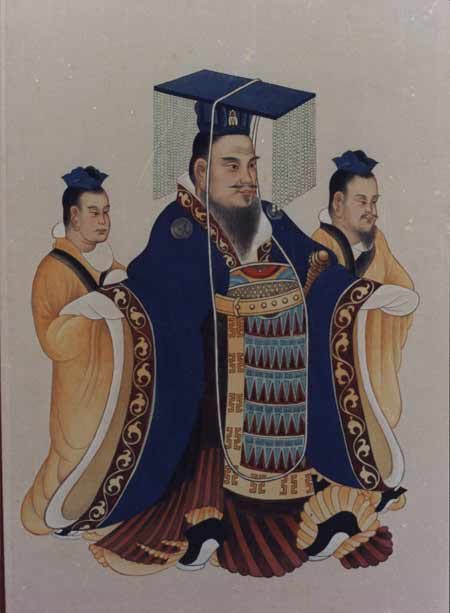
У-ди 141 до н.э.— 87 до н.э. Император Китая
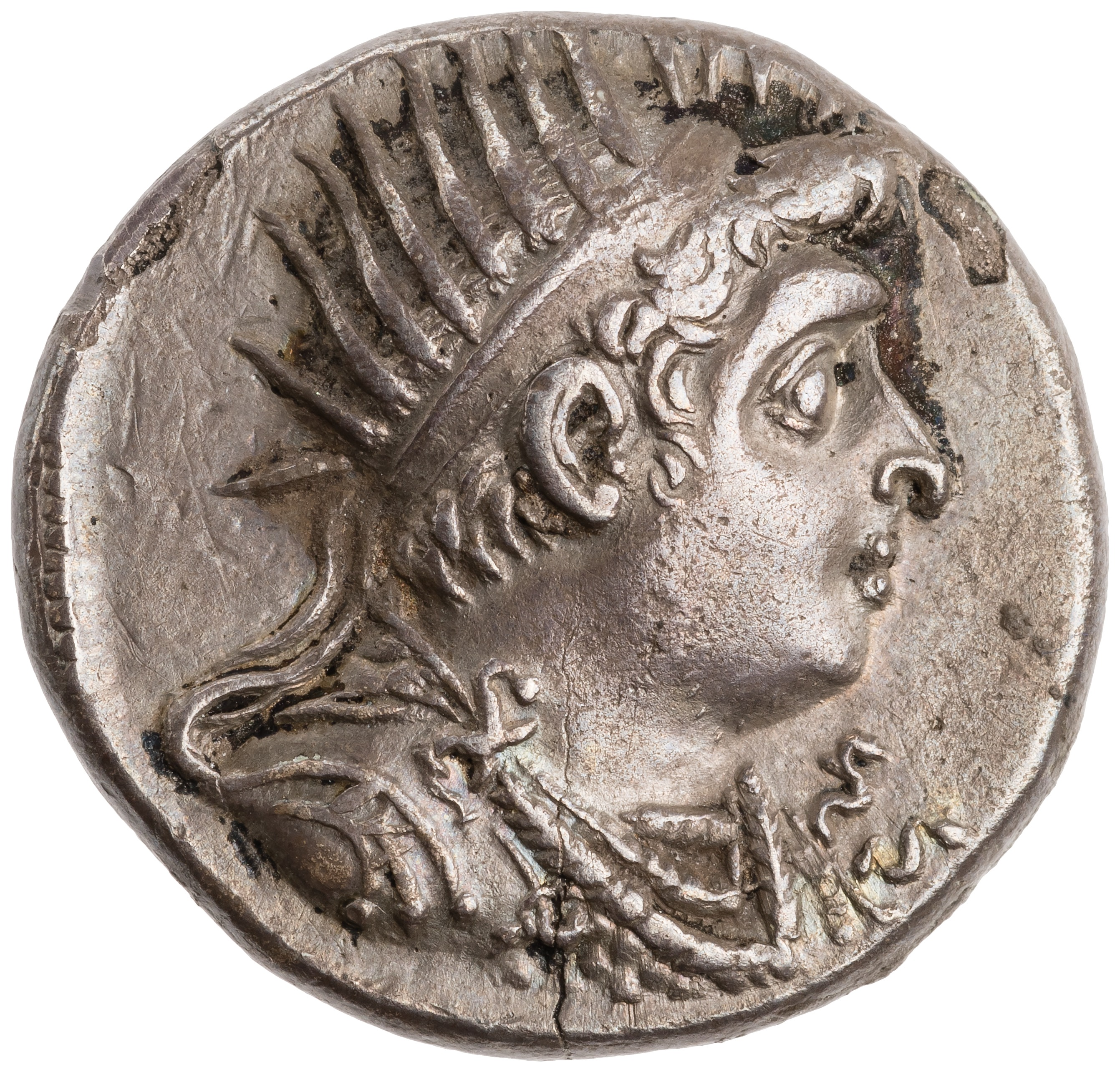
Птолемей VIII Эвергет 144 до н.э.— 116 до н.э. Царь Египта
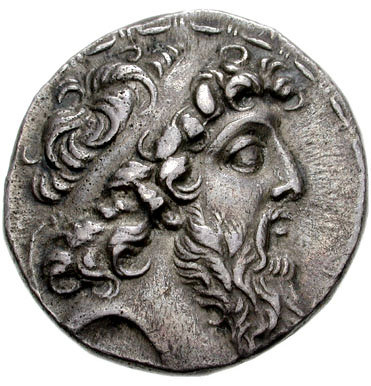
Деметрий II Никатор 145 до н.э.—138 до н.э., 129 до н.э.—126 до н.э. Царь Сирии
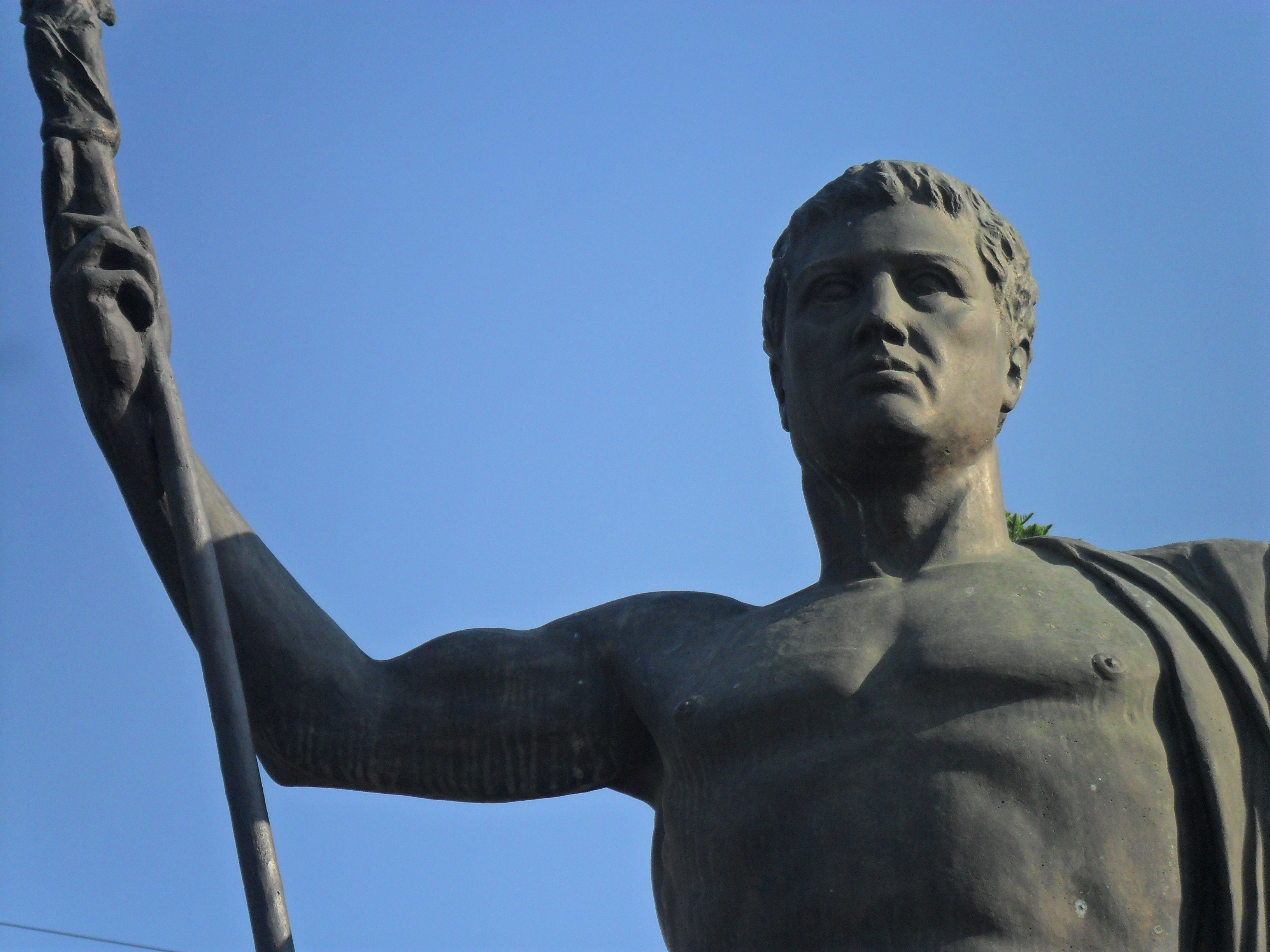
Аттал II 159 до н.э.—138 до н.э. Царь Пергама
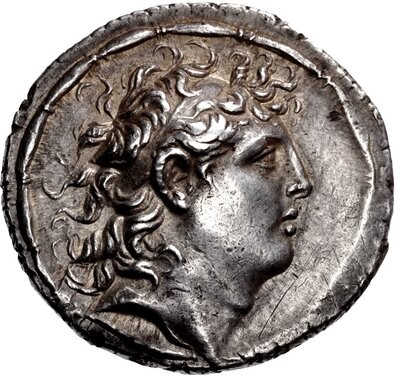
Диодот Трифон 142 до н.э.—138 до н.э. Царь Сирии
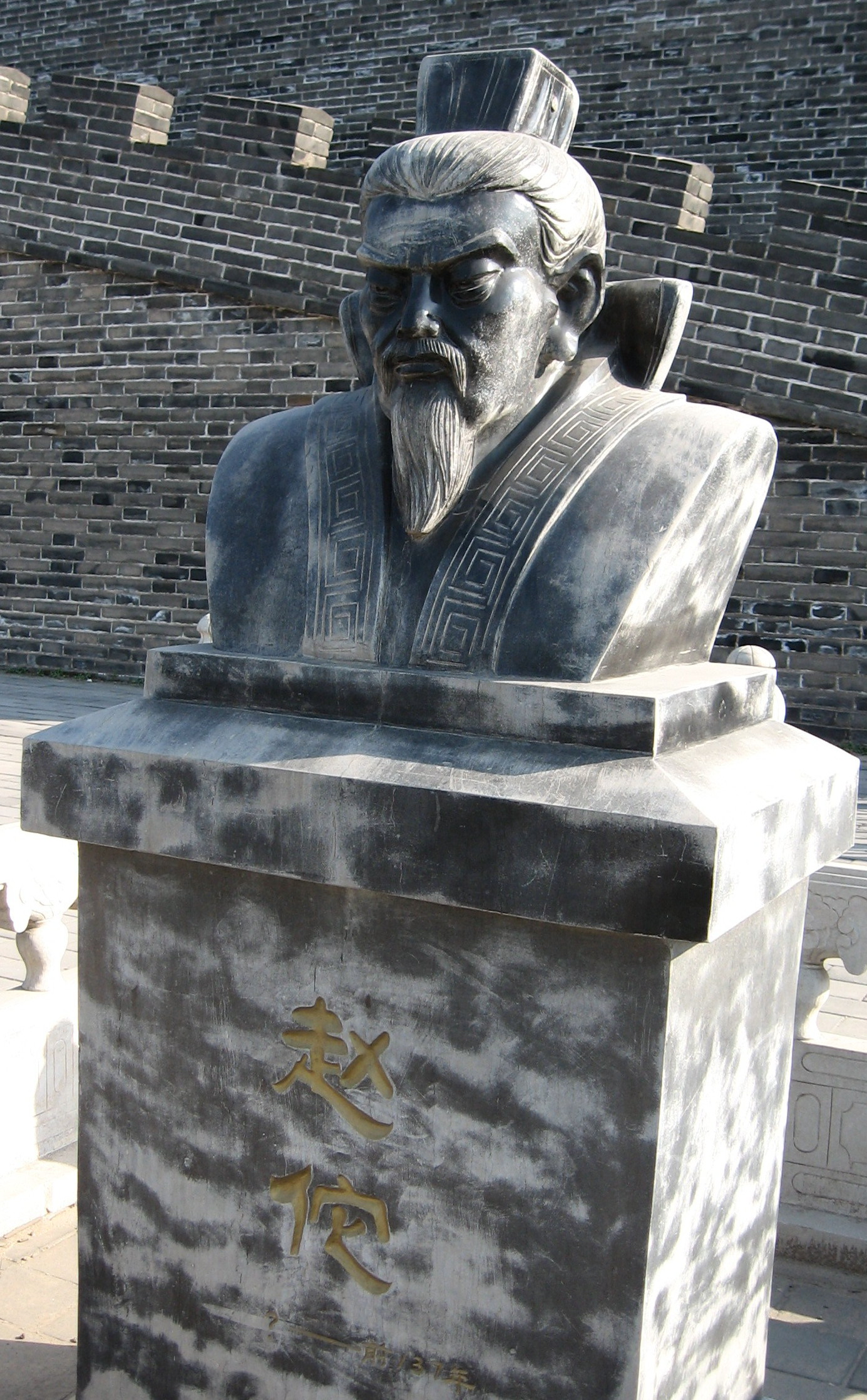
Чьеу Ву-де 207 до н.э.—137 до н.э. Император Намвьета
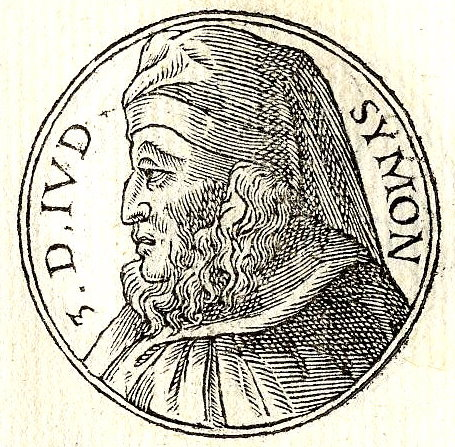
Симон Хасмоней 142 до н.э.—135/134 до н.э. Этнарх Иудеи
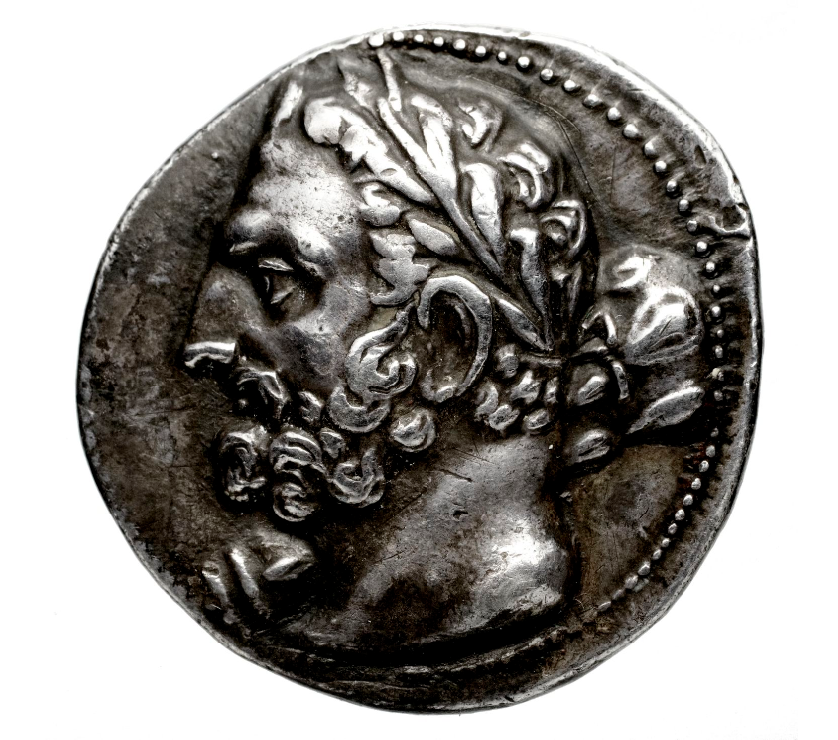
Миципса 148 до н.э.— 118 до н.э. Царь Нумидии
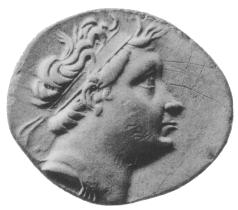
Никомед II 149 до н.э.—127 до н.э. Царь Вифинии
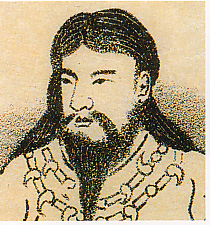
Кайка 158 до н.э.—98 до н.э. Император Японии